# 나이트 아이 2
《나이트 아이 2》(Night Eyes II)는 미국에서 제작된 로드니 맥도널드 감독의 1991년 드라마, 스릴러 영화이다. 앤드류 스티븐스 등이 주연으로 출연하였고 아쇽 암리트라즈 등이 제작에 참여하였다.

## 출연

### 주연
- 앤드류 스티븐스
- 샤논 트위드
- 팀 러스

### 조연
- 리처드 케이브즈
- 지노 실바
- 존 오헐리
- 줄리언 스톤
- 댄 캐쉬먼

## 기타
- 라인프로듀서: 스티븐 브라운
- 협력프로듀서: 브렌트 모리스
- 미술: 밀로
- 의상: 그렉 라보이

## 촬영
나이트 아이 2는 1991년 4월 시작하여 1991년 5월 촬영이 종료되면서 1개월 안에 촬영을 마쳤다. 캘리포니아주 로스앤젤레스에서 촬영되었다.